# Ceuthostoma
Genre
Ceuthostoma est un genre de plantes à fleurs de la famille des Casuarinaceae.

## Liste d'espèces
Selon World Checklist of Selected Plant Families (WCSP) (28 décembre 2013) :
- Ceuthostoma palawanense L.A.S.Johnson (1988)
- Ceuthostoma terminale L.A.S.Johnson (1988)

Selon NCBI (28 décembre 2013) :
- Ceuthostoma palawanense
- Ceuthostoma terminale

Selon The Plant List (28 décembre 2013) :
- Ceuthostoma palawanense L.A.S.Johnson
- Ceuthostoma terminale L.A.S.Johnson

Selon Tropicos (28 décembre 2013) (Attention liste brute contenant possiblement des synonymes) :
- Ceuthostoma palawanense L.A.S. Johnson
- Ceuthostoma terminale L.A.S. Johnson